# Sodio
El sodio es un elemento químico de símbolo Na (iniciales del latín natrium, y este su vez del árabe natron, «sosa cáustica») con número atómico 11 que fue descubierto   en 1807. Es un metal alcalino blando, untuoso, de color plateado, muy abundante en la naturaleza, encontrándose en la sal marina. Es muy reactivo, arde con llama amarilla, se oxida en presencia de oxígeno y reacciona violentamente con el agua.
El sodio está presente en grandes cantidades en el océano en forma iónica. También es un componente de muchos minerales y un elemento esencial para la vida.
El sodio fue aislado por primera vez por Humphry Davy en 1807 mediante la electrólisis del hidróxido de sodio. Entre otros muchos compuestos de sodio útiles, el hidróxido de sodio (lejía) se utiliza en fabricación de jabón, y el cloruro de sodio (sal común) es un agente deshielo y un nutriente para los animales, incluidos los humanos.
El sodio es un elemento esencial para todos los animales y algunas plantas. Los iones de sodio son el principal catión en el líquido extracelular (LEC) y, como tal, son el principal contribuyente a la presión osmótica del LEC y al volumen del compartimento del LEC. La pérdida de agua del compartimento ECF aumenta la concentración de sodio, una condición denominada hipernatremia. La pérdida de agua y sodio del compartimento ECF disminuye el tamaño de dicho compartimento, condición denominada hipovolemia del ECF.
Mediante la bomba de sodio-potasio, las células humanas vivas bombean tres iones de sodio fuera de la célula a cambio de dos iones de potasio bombeados hacia dentro; comparando las concentraciones de iones a través de la membrana celular, de dentro a fuera, el potasio mide aproximadamente 40:1, y el sodio, aproximadamente 1:10. En las células nerviosas, la carga eléctrica a través de la membrana celular permite la transmisión del impulso nervioso -un potencial de acción- cuando la carga se disipa; el sodio desempeña un papel clave en esa actividad.

## Características principales
Al igual que otros metales alcalinos, el sodio es un metal blando, ligero y de color plateado que no se encuentra libre en la naturaleza. El sodio flota en el agua descomponiéndola, desprendiendo hidrógeno y formando un hidróxido. En las condiciones apropiadas reacciona espontáneamente en el agua. Normalmente no arde en contacto con el aire por debajo de 40 °C.

## Usos del sodio
El sodio metálico se emplea en síntesis orgánica como agente reductor. Es además componente del cloruro de sodio necesario para la vida. Otros usos son:
- En aleaciones antifricción (oro).
- En la fabricación de desodorantes (en combinación con ácidos grasos).
- En la purificación de metales fundidos.
- La aleación Na K, es un material empleado para la transferencia de calor además de desecante para disolventes orgánicos y como reductor. A temperatura ambiente es líquida. El sodio también se emplea como refrigerante.
- Aleado con plomo se emplea en la fabricación de aditivos antidetonantes para las gasolinas.
- Se emplea también en la fabricación de células fotoeléctricas.
- Iluminación mediante lámparas de vapor de sodio.
- Los óxidos Na2O generados por combustión controlada con oxígeno se utilizan para intercambiar el dióxido de carbono por oxígeno y regenerar así el aire en espacios cerrados (p. ej. en submarinos).
- El sodio metálico también se emplea en los laboratorios en la desecación de disolventes.[1]

## Papel biológico
El catión sodio (Na+) tiene un papel fundamental en el metabolismo celular, por ejemplo, en la transmisión de impulso nervioso (mediante el mecanismo de bomba de sodio-potasio). Mantiene el volumen y la osmolaridad. Participa, además del impulso nervioso, en la contracción muscular, el equilibrio ácido-base y la absorción de nutrientes por las membranas.
La concentración plasmática de sodio es en condiciones normales de 135−145 mmol/L. El aumento de sodio en la sangre se conoce como hipernatremia y su disminución hiponatremia.

## Historia
El sodio (del italiano soda, «sosa») conocido en diversos compuestos, fue aislado en 1807 por  Humphry Davy por medio de la electrólisis de la sosa cáustica. En la Europa medieval se empleaba como remedio para la migraña un compuesto de sodio denominado: sodanum. El símbolo del sodio (Na) proviene de natrón (o natrium, del griego nítron), nombre que recibía antiguamente el carbonato sódico.

## Abundancia
El sodio es relativamente abundante en las estrellas, detectándose su presencia a través de la línea D del espectro solar, situada aproximadamente en el amarillo. La corteza terrestre contiene aproximadamente un 2,6 % de sodio, lo que lo convierte en el sexto elemento más abundante, y el más abundante de los metales alcalinos.
Actualmente se obtiene por electrólisis de cloruro sódico fundido (proceso Downs), procedimiento más económico que el anteriormente usado, la electrólisis del hidróxido de sodio (proceso Castner-Kellner). Es el metal alcalino más barato. Hoy en día se produce principalmente por las compañías Métaux Spéciaux, en Pomblière St Marcel, Francia, y por Chemours, en Niagara Falls, Estados Unidos.
El compuesto más abundante de sodio es el cloruro sódico o sal común, aunque también se encuentra presente en diversos minerales como halita y zeolitas, etc.

## Compuestos
Los compuestos de sodio de mayor importancia industrial son:
- Sal común (NaCl), su uso sirve para dar sabor a alimentos y se libera diluido en agua cuando el cuerpo humano lo libera por la termorregulación del cuerpo.
- Carbonato de sodio (Na2CO3).
- Bicarbonato de sodio (NaHCO3).
- Citrato de sodio
- Hidróxido de sodio (NaOH), más conocido como sosa o soda cáustica, es una base muy fuerte y corrosiva usada en productos destinados a la limpieza de desagües y al desengrase de hornos, así como a la fabricación de jabones debido a la saponificación de los ácidos grasos. Cuando se disuelve en agua produce una reacción muy exotérmica (-42,9 kJ/mol). Su poder corrosivo hace de la sosa cáustica un compuesto letal para los tejidos vivos y los compuestos orgánicos, e incluso puede atacar al vidrio en caso de que el contacto sea permanente. En presencia del dióxido de carbono atmosférico produce carbonato de sodio, por lo que sus soluciones son poco estables.
- Nitrato de sodio (NaNO3).
- Tiosulfato de sodio (Na2S2O3 · 5H2O).
- Bórax (Na2B4O7 · 10H2O).
- Yoduro de sodio (NaI)
- Eritorbato de sodio (C6H7NaO6), utilizado en carnes de todo tipo y bebidas no alcohólicas como preservante. Mutágeno para el ser humano y letal para algunos ecosistemas acuáticos.
- Tripolifosfato de sodio (Na5P3O10), componente fundamental de los jabones, de detergentes y de productos diferentes para dulcificar las aguas duras. Usado también en alimentos.

## Isótopos
Se conocen trece isótopos de sodio. El único estable es el Na-23. Además existen dos isótopos radioactivos (Nucleidos cosmogénicos), Na-22 y Na-24, con períodos de semidesintegración de 2,605 años y aproximadamente 15 horas respectivamente.

## Absorción y excreción de sodio
El sodio se absorbe en humanos, de manera fácil desde el intestino delgado y de allí es llevado a los riñones, en donde se infiltra y regresa a la sangre para mantener los niveles apropiados. La cantidad absorbida es proporcional a la consumida. Alrededor del 90-95 % de la pérdida normal del sodio es a través de la orina y el resto en las heces y el sudor. Se considera que lo normal de la cantidad de sodio excretada es igual a la cantidad ingerida. La secreción de sodio se mantiene por un mecanismo que involucra a los riñones (tasa de filtración glomerular, sistema renina-angiotensina), el sistema nervioso simpático, la circulación de catecolaminas y la presión sanguínea

## Funciones
El catión sodio (Na+) tiene un papel fundamental en el metabolismo celular, por ejemplo, en la transmisión del impulso nervioso (mediante el mecanismo de bomba de sodio-potasio). Mantiene el volumen y la osmolaridad. Participa, además del impulso nervioso, en la contracción muscular, el equilibrio ácido-base y la absorción de nutrientes por las células.
La concentración plasmática de sodio es, en condiciones normales, de 135-145 mmol/L. El aumento de sodio en la sangre se conoce como hipernatremia y su disminución como hiponatremia. Como el catión (ion positivo) predominante del líquido extracelular de los fluidos animales y en humanos, la célula utiliza al sodio como una herramienta para la regulación del tamaño de dicho compartimiento así como del volumen del plasma. Estos fluidos, como el plasma sanguíneo y fluidos extracelulares en otros tejidos bañan las células y realizan funciones de transporte de nutrientes y sustancias de desecho en el organismo. Aunque el sistema para mantener el óptimo balance de sal y agua en el cuerpo es complejo, una de las principales maneras que el organismo mantiene este balance es a través de osmoreceptores ubicados en el hipotálamo, y su acción posterior sobre la hipófisis para la producción de vasopresina. Cuando los niveles de sodio en la sangre aumentan, los receptores de la sed (osmoreceptores) estimulan la sensación de sed. Cuando los niveles de sodio en la sangre son bajos, la excreción de sodio a través de la orina disminuye.
La pérdida relativa de agua podría causar que las concentraciones de sodio lleguen a ser más altas de lo normal, un trastorno llamado hipernatremia, que resulta en una sed extraordinaria. Contrariamente, un exceso de agua corporal por mayor ingesta resultará en menor concentración de sodio en el plasma, conocido como hiponatremia, un trastorno captado por el hipotálamo a través de sus osmoreceptores, causando una disminución de la secreción de la hormona vasopresina de la glándula pituitaria posterior o hipófisis; esto conduce a una pérdida de agua a través de la orina, lo cual actúa para restaurar las concentraciones de sodio en el plasma hasta niveles normales.
Personas severamente deshidratadas, como las rescatadas del océano o en situaciones de supervivencia en desiertos, usualmente tienen altas concentraciones de sodio sanguíneo. Esto debe ser cuidadosamente y lentamente retornado a la normalidad, ya que una corrección demasiado rápida de la hipernatremia puede resultar en daño cerebral con edema celular, ya que el agua se mueve rápidamente hacia el interior de las células con un alto contenido osmolar.
Debido a que el sistema osmoreceptor/hipotálamo, ordinariamente trabaja bien sea para causar la ingesta de líquidos o la eliminación del mismo (orina), para restaurar las concentraciones de sodio a lo normal, este sistema puede ser usado en el tratamiento médico para regular el contenido del fluido corporal total, principalmente para controlar el contenido de sodio corporal. Por esto, cuando una droga potencialmente diurética es suministrada puede causar que los riñones excreten sodio, el efecto es acompañado por una excreción de agua corporal. Esto sucede porque el riñón es incapaz de retener eficientemente agua mientras excreta grandes cantidades de sodio. Adicionalmente, después de la excreción de sodio, el sistema osmorreceptor puede captar bajas concentraciones de sodio en la sangre y luego dirigir las perdidas urinarias de agua para corregir la hiponatremia.
Además de esta función importante, el sodio juega un importante papel en diversos procesos fisiológicos del organismo humano. Las células animales excitables, por ejemplo, permiten la entrada de sodio a su interior para causar la despolarización de la membrana celular. Un ejemplo de esto es la señal de transducción en el sistema nervioso central del humano, el cual depende del movimiento del sodio a través de la membrana celular en todos los nervios. 
Algunas neurotoxinas potentes, como las batraciotoxinas, incrementan la permeabilidad del sodio en la membrana celular de células nerviosas y musculares, causando una masiva e irreversible despolarización de las membranas, lo cual trae consecuencias potencialmente fatales al organismo. Sin embargo, las drogas con efectos más pequeños sobre el movimiento de sodio en los nervios pueden tener diversos efectos farmacológicos como efectos antidepresivos, entre otros.

## Hipernatremia
Se considera hipernatremia cuando la concentración de sodio en plasma o sangre es mayor a 145 meq/L. Las causas principales, se deben a una acción insuficiente de la hormona vasopresina o ADH (sea por déficit de producción en hipófisis o por falta de respuesta renal), a pérdidas excesivas de agua, y a un balance positivo de sal. El cuadro clínico, depende al igual que en la mayoría de los trastornos de electrolitos, de la magnitud y su forma de instauración. El síntoma predominante es la sed, que puede acompañarse de poliuria (aumento en el volumen de orina), diarrea y sudoración. La presencia de trastornos neurológicos, aparecen con valores por encima de 160 meq/L, que pueden caracterizarse por irritabilidad muscular, alteraciones del nivel de consciencia, coma e incluso convulsiones.

## Hiponatremia
Se considera hiponatremia cuando la concentración de sodio en plasma es menor a 135 meq/L. Las causas principales incluyen: pérdidas grandes de sodio (por uso de diuréticos, diuresis osmótica o perdida de solutos a través de la orina que arrastran agua y sodio, enfermedades renales que aumenten la pérdida de sodio urinario.) aumento de la ingesta o aporte de agua al organismo, lo que causa aumento del agua a nivel extracelular. Entre los síntomas más comunes están, náuseas, vómitos, calambres musculares, alteraciones visuales, cefalea, letargia. Convulsiones y coma. Se considera que una disminución en la concentración de sodio por debajo de 125 meq/L es potencialmente fatal para el organismo humano.

## Sodio en la dieta
La mayor fuente de sodio es el cloruro de sodio (la sal común), del cual el sodio constituye el 40 %. Sin embargo, todos los alimentos contienen sodio en forma natural, siendo más predominante la concentración en alimentos de origen animal que vegetal. Aproximadamente 3 gramos de sodio están contenidos en los alimentos que se consumen diariamente, sin la adición de cloruro de sodio o sal común, esto es importante considerarlo en pacientes que tengan una restricción o disminución en la ingesta de sal diaria (pacientes nefrópatas, diabéticos, hipertensos). El requerimiento de sodio es de 500 mg/día aproximadamente. La mayoría de las personas consumen más sodio que el que fisiológicamente necesitan. Para ciertas personas con presión arterial sensible al sodio, esta cantidad extra puede causar efectos negativos sobre la salud.

## Precauciones

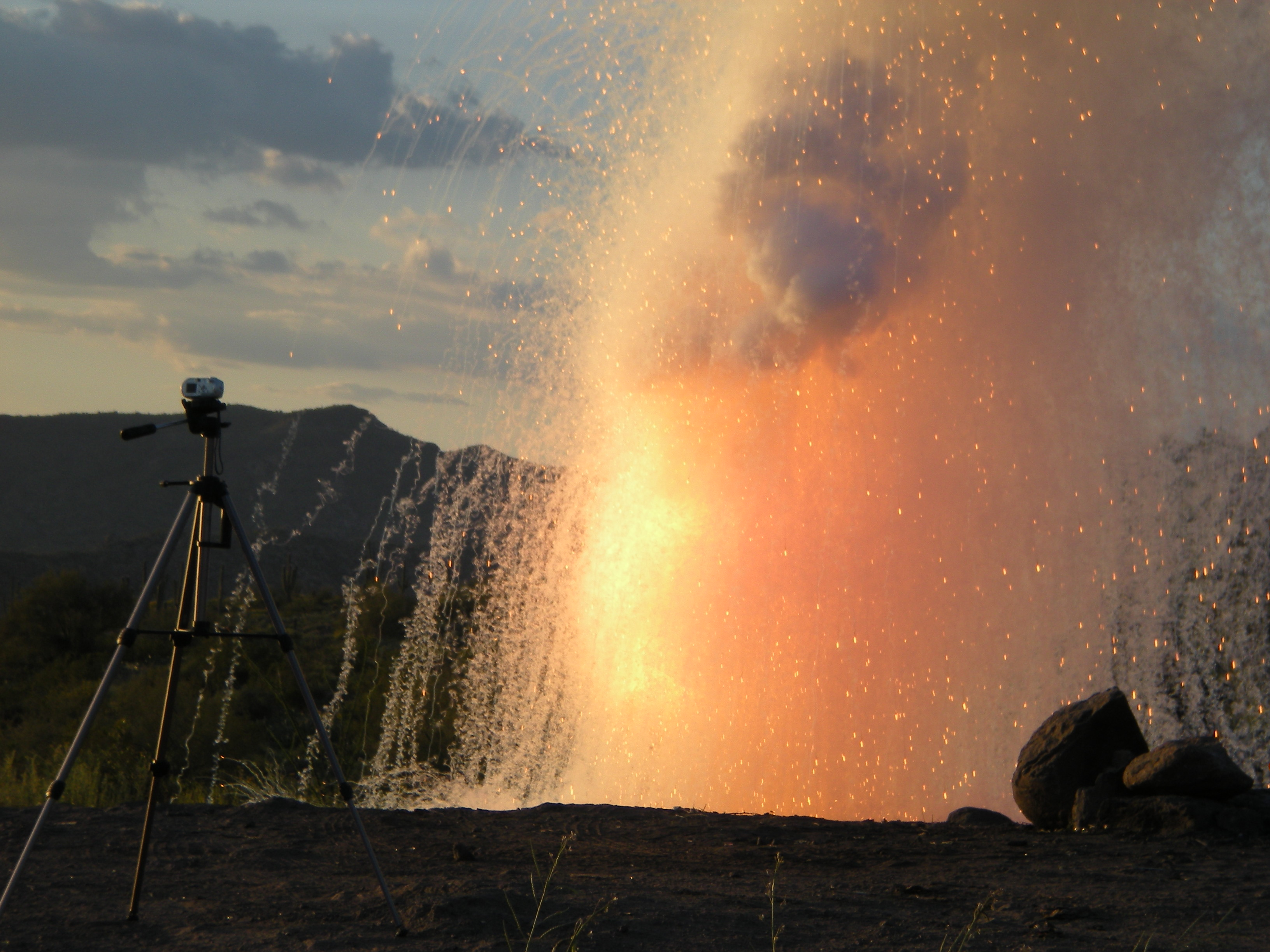
Fotografía de una explosión de sodio en contacto con agua.

En forma metálica el sodio es explosivo en agua y con muchos otros elementos. El metal debe manipularse siempre cuidadosamente y almacenarse en atmósfera inerte, generalmente de argón evitando el contacto con el agua y otras sustancias con las que el sodio reacciona, como el oxígeno:
2Na + 2H2O ----------> 2NaOH + H2(g)+ Energía
La explosión del sodio con el agua es debida a la generación de hidrógeno en esta y con la consecuente energía liberada por la reacción exergónica se pueden producir explosiones del hidrógeno generado. Por lo tanto se debe tener mucho cuidado, trabajar con precaución y con los elementos necesarios para protegerse de sus reacciones químicas.